# Herb obwodu swierdłowskiego

Herb wielki obwodu swierdłowskiego

Herb obwodu swierdłowskiego – jest oficjalnym symbolem obwodu swierdłowskiego, przyjętym 6 maja 2005 roku przez regionalną dumę.

## Opis
Herb wielki obwodu swierdłowskiego to srebrny soból w polu czerwonym. Zwierzę to zamieszkuje górzyste lasy od Uralu po Kamczatkę i jest uważane za jeden z symboli regionu. Soból jest wspięty, trzymający w obu łapach strzałę złotą, zwróconą ku dołowi. Nad tarczą Wielka imperialna korona Rosji. Trzymacze heraldyczne to dwa złote gryfy po każdej stronie tarczy, wspięte, o orężu srebrnym, trzymające w prawych szponach flagę obwodu swierdłowskiego w złotym obramowaniu. Dwa gryfy stoją na czerwono-złotej wstędze, która ozdobiona jest liśćmi cedrowymi. Na wstędze umieszczono dewizę herbową w języku rosyjskim „Опорный край державы”.

## Historia i symbolika
Soból ze strzałą wskazuje na związki obwodu z Syberią. Został zaczerpnięty z herbu Wierchoturia, jednego z najstarszych rosyjskich miast za Uralem. W ten sposób podkreślana jest ciągłość między dawnymi dziejami tych ziem a nowoczesnym obwodem. W przeciwieństwie do oryginału jest to jednak srebrny, a nie czarny soból. Użycie gryfów jako trzymaczy jest nawiązaniem do Herodota. Niektórzy badacze identyfikują wzmiankowane przez niego góry Ryfejskie jako góry Uralu. Miały one blokować dostęp do ówcześnie znanego świata gryfom. Gryfy w herbie mają według jego twórców strzec mineralnych bogactw Uralu. Ural jako nieprzebyta przez żadną wrogą armię zapora ma tu też symbolizować potęgę mocarstwową państwa. Jest to też hołd złożony ludności regionu biorącej udział w wielkiej wojnie ojczyźnianej. Użycie cedrowych elementów dekoracyjnych ma kolejny raz wskazywać na bogactwa naturalne, w tym przypadku dotyczące gospodarki leśnej, obwodu swierdłowskiego. Dewiza herbowa zaczerpnięta została z jednego z wierszy sowieckiego poety Aleksandra Twardowskiego.

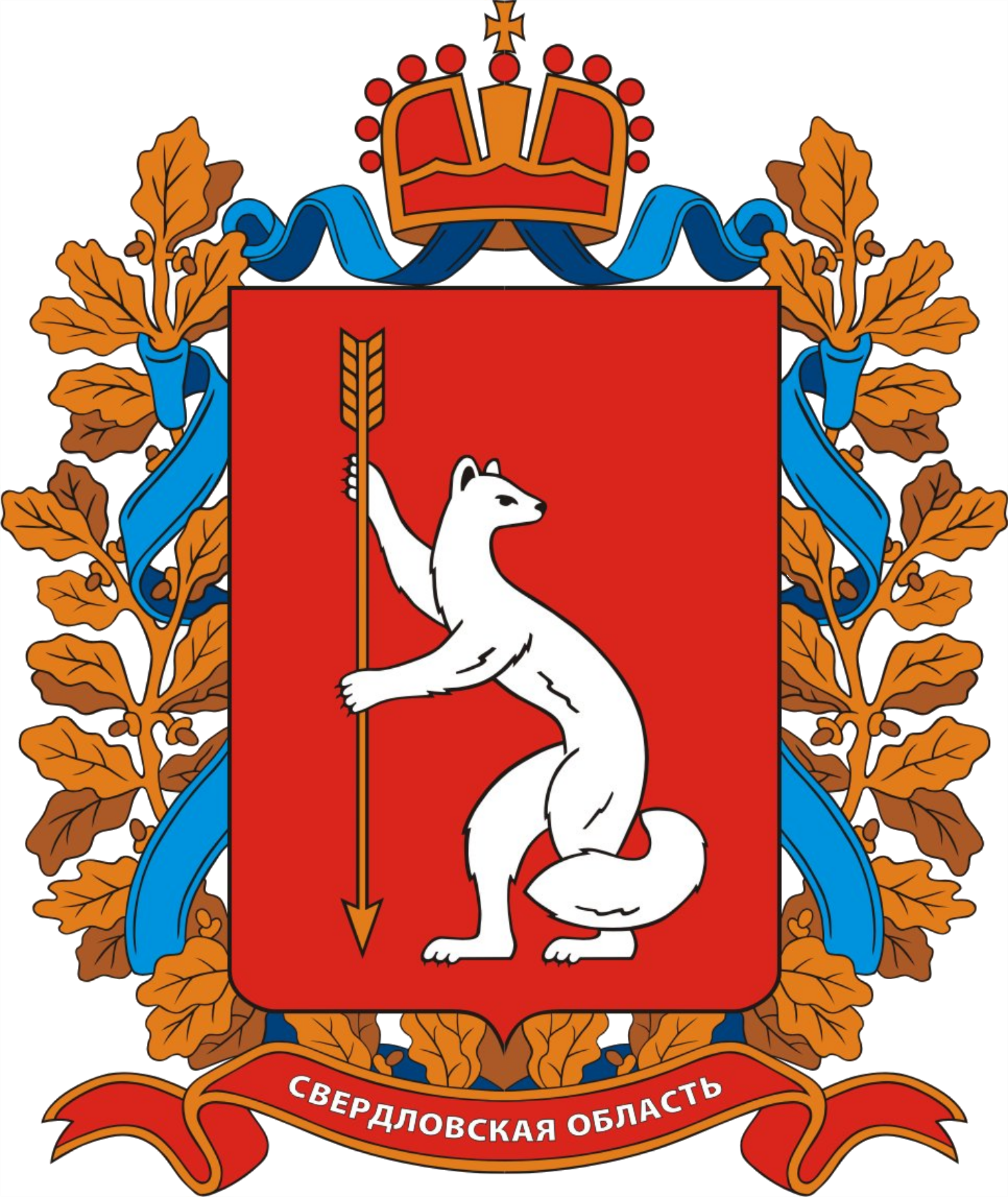
Herb obwodu z 1997 r.

Dopuszcza się także użycie herbu małego, w którym pominięte zostają wszystkie udostojnienia herbu. Prace nad herbem trwały długo, bo od roku 1995. Rozpatrywano wiele projektów. Wiele z nich budziło zastrzeżeń, zarówno ekspertów do spraw heraldyki (np. nieuprawnione użycie wstęgi Orderu św. Andrzeja Apostoła Pierwszego Powołania) jak i polityków różnych szczebli. Ostatecznie obecny wizerunek herbu został oficjalnie przyjęty 6 maja 2005 roku przez regionalną dumę, izbę niższą parlamentu obwodu swierdłowskiego. Zatwierdzony wcześniej 26 marca 2005 r. i zarejestrowany pod numerem 1850 w Rejestrze Heraldycznym Federacji Rosyjskiej.